# Scado

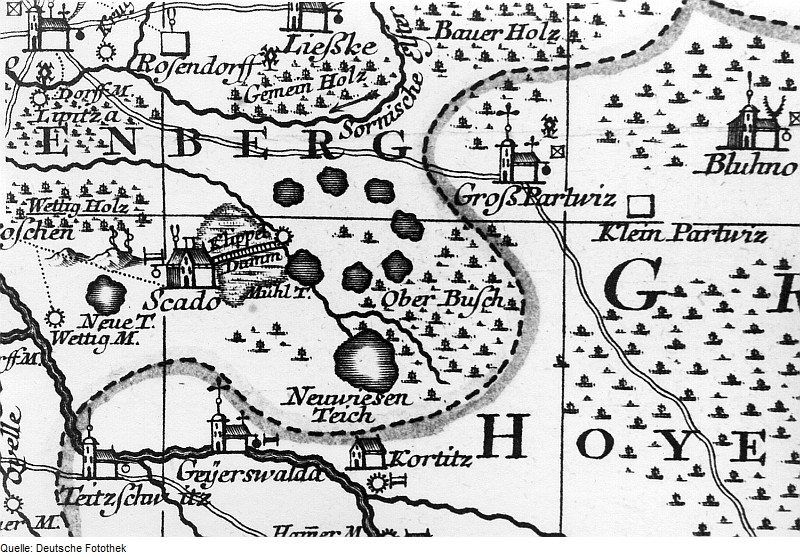
Scado in einer Karte aus dem Jahr 1757

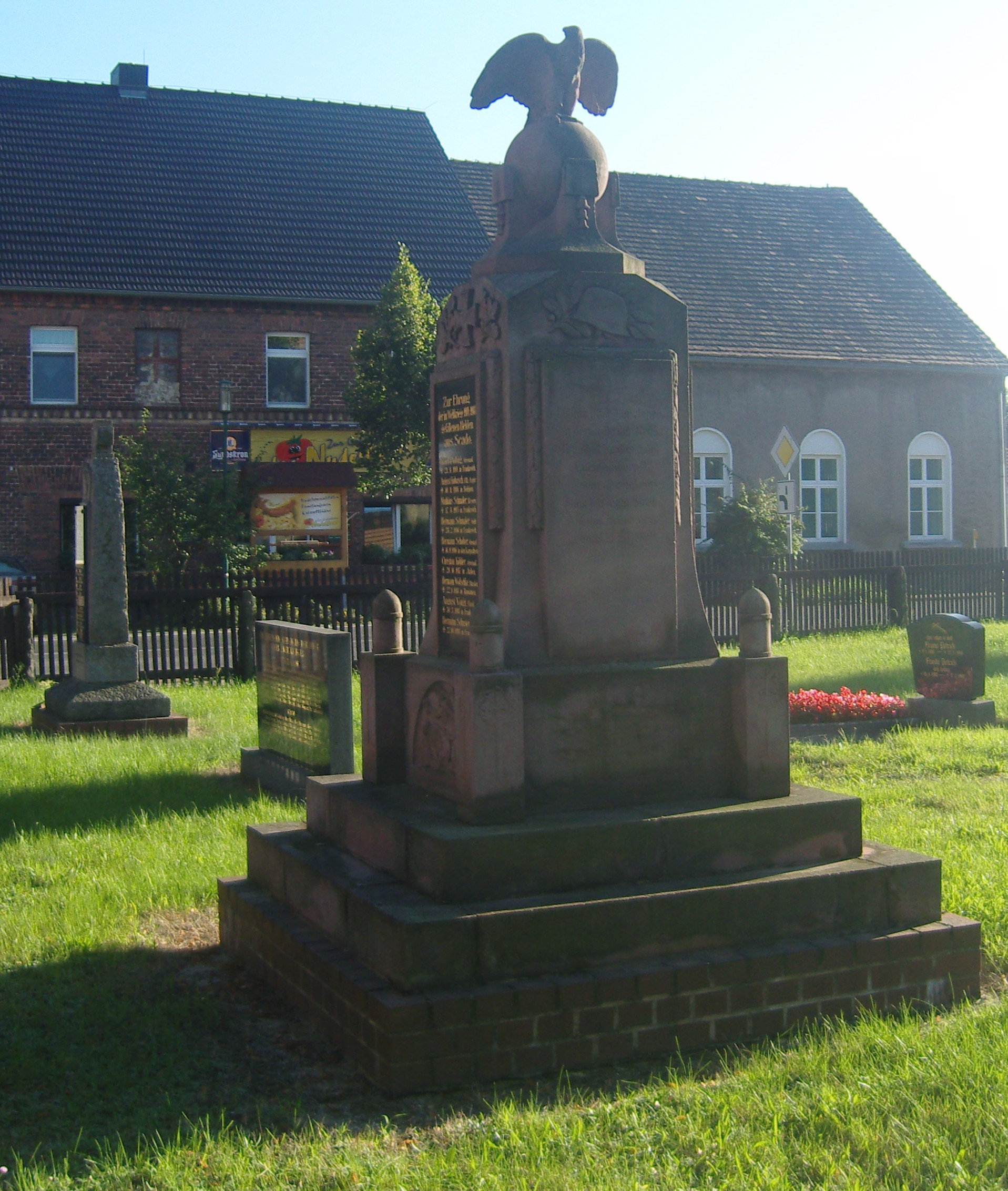
Kriegerdenkmal für Gefallene des Ersten Weltkriegs (heutiger Standort in Geierswalde)

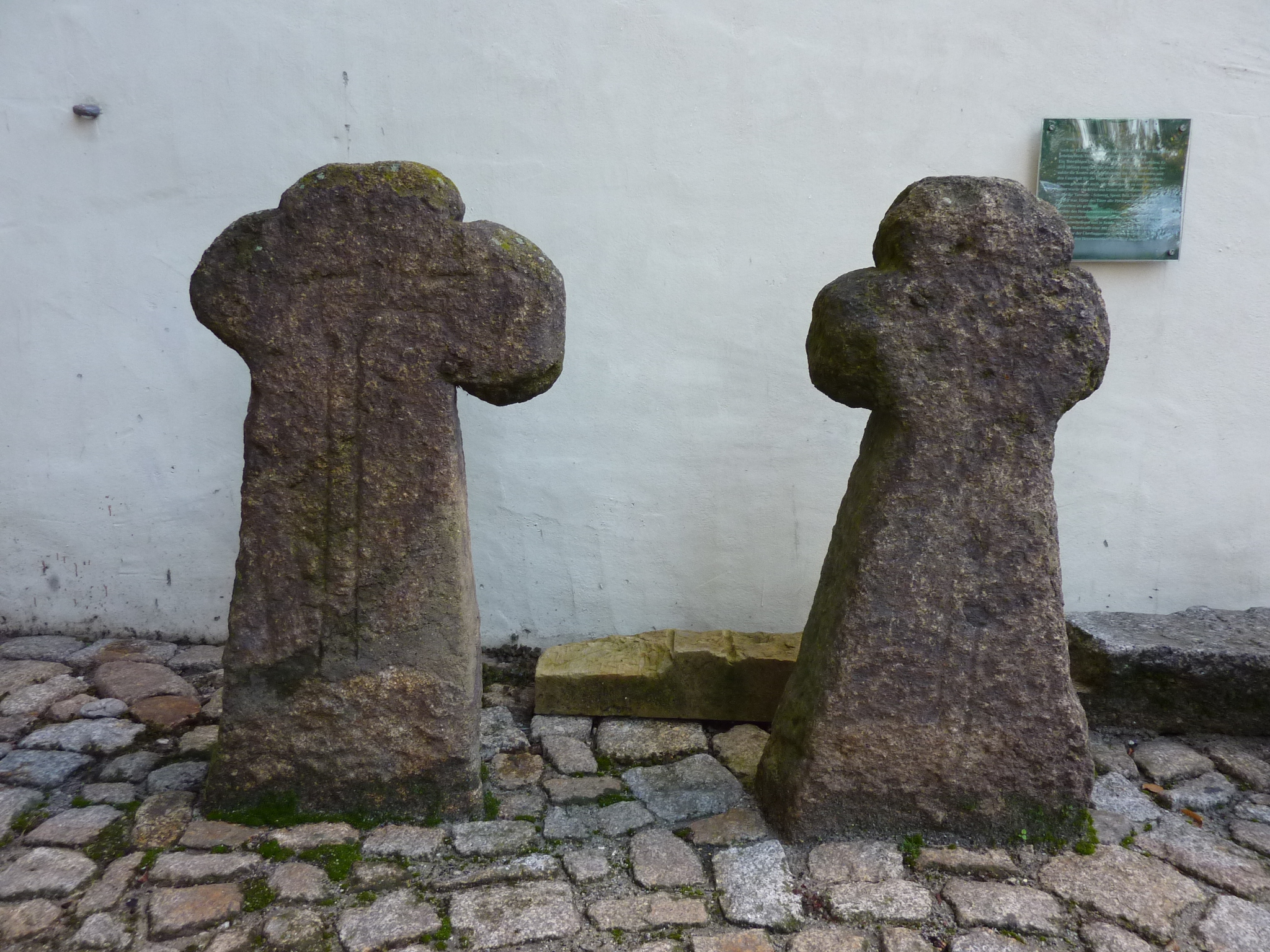
Rechts das Steinkreuz von Scado, links das von Lippen

Scado, sorbisch Škodow, war ein Dorf südöstlich von Senftenberg im ehemaligen Kreis Hoyerswerda. Im Jahr 1964 wurde Scado durch den Tagebau Koschen abgebaggert.

## Lage
Scado lag in der Niederlausitz. Südlich lag das Oberlausitzer Dorf Geierswalde. Im Westen befanden sich die Dörfer Großkoschen und Kleinkoschen. Im Norden folgten die ebenfalls abgebaggerten Orte Sorno, Rosendorf und Groß Partwitz sowie das teilweise devastierte Dorf Lieske. Im Osten befand sich der Ort Klein Partwitz. Scado lag am sogenannten Grenzgraben.

## Geschichte
Im Jahr 1410 wurde Scado als Schkada erwähnt. Der Name wandelte sich von Scado 1448 über Skado 1461 zu Scchadow im Jahr 1474 und Schkada, Schkado und Schcada 1551. Im Jahr 1555 wurde es als Szkadaw, 1563 erneut als Skado und 1692 als Sckado genannt. Im 1791 erfolgte die Nennung als Scado und 1843 als Škodow. Das sorbische Wort škoda für Schaden war ein Lehnwort aus dem Deutschen. Der deutsche Ortsname Scado oder zuweilen auch Skado wiederum ging aus dem sorbischen Namen hervor. Dies bezieht sich entweder auf eine „auf unfruchtbaren Boden gelegene arme Siedlung“ oder auf den Personennamen Škoda, der sich ebenfalls von Schaden ableitet. Das Dorf war als Sackgassendorf angelegt. Es gehörte zur Herrschaft Senftenberg, die 1448 an das Kurfürstentum Sachsen überging. Die Grundherrschaft übte das Rittergut Scado aus. Das Gut und das Dorf gehörten um 1461 den Gebrüdern Reuden. Im Jahr 1474 und von 1540 bis 1584 übten die Herren von Beichwitz, die Grundherrschaft aus. Weitere Besitzer waren von 1584 bis 1602 die Herren von Schütz, 1602 von Heinitz, seit 1621 Theler und um 1682 die Herren von Ponickau. Die von Nitzschwitz wurden um 1732 als Herren genannt und 1737 Uhle und 1741 bis 1792 Kalp. Ab 1792 gehörte das Gut der Familie Nadeborn, die das Gut auch nach Ablösung der Feudalleistung bis zum Ersten Weltkrieg behielt und es danach an die Ilse Bergbau AG als Kohlefeldreserve verkaufte.
Im Jahr 1474 hatte das Dorf eine Größe von 10,5 Hufen im Jahr 1801 jedoch nur noch fünf Hufen und 23 Häuser, die anderen Teile der Feldmark fielen an das Rittergut. Im Jahr 1867 wurden eine Wasser- und Schneidemühle sowie eine Windmühle erwähnt, zu diesem Zeitpunkt hatte der Ort 43 Häuser. Bis 1876 gehörte Scado zum Kirchspiel Senftenberg. Nach der Auspfarrung wechselte es ins benachbarten Kirchspiel Geierswalde. Die Scadoer Einwohner entschieden sich für Geierswalde aufgrund des kürzeren Kirchweges und der sorbisch abgehaltenen Predigt. Im Jahr 1880 bezeichnete Arnošt Muka alle 142 Einwohner des Dorfes einschließlich des Besitzers des Rittergutes als Sorben. Bis 1956 war der sorbischsprachige Bevölkerungsanteil bedingt durch Industrialisierung, Zuzug und Assimilation auf nur noch 17,8 % gesunken.
In Scado, das im Landkreis Calau lag, befand sich eine Brücke, die über den anderthalb Meter breiten Grenzgraben nach Geierswalde führte. Der Grenzgraben trennte die preußischen Provinzen Brandenburg und Schlesien. Mit der Brandenburgischen Verwaltungsreform im Jahr 1953 kam Scado nicht wie die meisten anderen Ort des ehemaligen Amtes Senftenberg an den neugegründeten Kreis Senftenberg, sondern an den Kreis Hoyerswerda. Scado wurde 1961 wurde nach Geierswalde eingemeindet. Im Jahr 1964 erfolgte der Ortsabbruch durch den Tagebau Koschen. Die 220 registrierten Umsiedler zogen nach Großkoschen, Senftenberg und Laubusch, hier in die ehemalige Kolonie Erika.
Im Jahr 1966 wurde das Steinkreuz, das in Scado stand, in das Schloss Hoyerswerda umgesetzt. Das Granitkreuz stand auf dem Dorfanger. Auf dem Kopf befinden sich sieben Näpfchen, auf der Front ist ein Säbel oder ein Schwert eingraviert.

### Bevölkerungsentwicklung
| Einwohnerentwicklung in Scado von 1474 bis 1958 | Einwohnerentwicklung in Scado von 1474 bis 1958 | Einwohnerentwicklung in Scado von 1474 bis 1958 | Einwohnerentwicklung in Scado von 1474 bis 1958 |
| Jahr                                            | Einwohner                                       | Jahr                                            | Einwohner                                       |
| ----------------------------------------------- | ----------------------------------------------- | ----------------------------------------------- | ----------------------------------------------- |
| 1474                                            | 19 besessene Mann                               | 1551                                            | 13 besessene Mann                               |
| 1801                                            | 23 Häuser                                       | 1818                                            | 153                                             |
| 1880                                            | 142                                             | 1895                                            | 248                                             |
| 1910                                            | 236                                             | 1925                                            | 265                                             |
| 1939                                            | 219                                             | 1946                                            | 246                                             |
| 1950                                            | 246                                             | 1958                                            | 240                                             |

## Sehenswürdigkeiten
An der Dorfstraße stand ein Kriegerdenkmal für die Gefallenen des Ersten Weltkriegs.
Die Dorfstraße führte zum Rittergut, das etwa ein Viertel des Dorfes einnahm. Das zweigeschossige Gutsgebäude stand am Weg nach Senftenberg. An seiner Westseite befanden sich die Stallungen und an der Ostseite standen die Ställe und das Gesindehaus. Dahinter waren der Park und der Gemüsegarten.